# Trins Snijders
Catharina Maria Martina (Trins) Snijders (Amsterdam, 8 juni 1935 – 14 maart 2025) was een Nederlands actrice.

## Biografie
Het toneelspelen zat er al vroeg in; ze speelde in haar jeugd bij een amateurgezelschap en stond op haar tiende op het podium. Snijders behaalde haar diploma MMS (Sint-Pius), waar ze ook speelde. Ze volgde aansluitend vanaf 1955 de acteursopleiding aan de toenmalige Amsterdamse Toneelschool aan de Marnixstraat 150. In 1959 behaalde ze daar haar diploma, samen met onder andere Joop Admiraal en Petra Laseur. Hierna kreeg ze een contract als actrice bij het Rotterdams Toneel waar ze drie seizoenen zou spelen. Hierna ging ze spelen voor de Haagse Comedie (1962-1975) en voor Toneelgroep De Appel. Af en toe was ze ook op televisie te zien, zoals Te vuur en te zwaard van Marianne Colijn in 1961. Ze was tevens klassiek geschoold sopraan en alt, hetgeen leidde tot zangpartijen in Galante Listen van George Farquhar. Ze zong tot minstens in de jaren negentig. In 1995 zong ze nog liederen van Hendrik Andriessen en Paul Hindemith.

## Prijzen
Trins Snijders won in 1969 de Theo d'Or voor haar hoofdrol in Het Wijde Land en in 1981 de Colombina voor haar rol in de Driestuiversopera van Bertolt Brecht. Televisiebekendheid verkreeg ze door haar rol van Merel Besselink in de serie Medisch Centrum West.

## Persoonlijk
Ze was dochter van winkelierster Marina Maria Veenhof en Henricus Jacobus Joannes Snijders. Haar vader overleed toen ze een paar maanden oud was (oktober 1935). Snijders trouwde in 1961 met de acteur Guido de Moor, die ze had leren kennen aan de Toneelschool; deze overleed in 1989. Hun dochter Martine de Moor en kleinzoon Kay Greidanus kozen eveneens voor het acteursvak. Snijders overleed op 89-jarige leeftijd.